# Château de Chantérac
Le château de Chantérac est un château du XVIIIe siècle bâti sur une base plus ancienne, situé à Chanterac dans le département français de la Dordogne. Il est partiellement inscrit aux Monuments historiques depuis 1959. 
Relativement abrité au sein d'une zone boisée, le château a été épargné par les déprédations, notamment à la Révolution française[réf. souhaitée].
Vendu comme bien national lors de celle-ci, le château de Chantérac est actuellement habité par les descendants de la famille de La Bourdonnaye-Blossac  qui le possède depuis plusieurs générations.

## Description
Le château initial devait être constitué par deux tours rondes encadrant un corps de logis. Au  XVIIIe siècle, furent ajoutés un pavillon et une aile plus basse et sa partie ancienne fut probablement remaniée. Une des deux tours fut supprimée ainsi que les meneaux du corps de logis. La tour restante a été intégrée dans la construction d'un pavillon et d'une aile avec rez-de-chaussée et  mansardes qui le prolonge en retrait. 

## Personnalités liées au château
- Comte Victor de La Cropte de Chantérac[3],[4], maire de Chantérac jusqu'à sa mort en 1891, il fut propriétaire du château. Il était le frère du maire de Marseille Bonaventure de La Cropte de Chantérac.

- Yves Guéna (1922-2016), député de la Dordogne, maire de Périgueux, plusieurs fois ministre sous les présidences de Gaulle et Pompidou et président du Conseil constitutionnel. Il était l'époux d'Oriane de La Bourdonnaye-Blossac, petite-fille de Sabine de Wendel et propriétaire du château. Yves Guéna est inhumé dans le cimetière de  Chanterac.

## Annexes

Blason de la famille
La Cropte de Chantérac